# Règle de l'appréciation commerciale
Pour les articles homonymes, voir BJR.
 (août 2023).
Si vous disposez d'ouvrages ou d'articles de référence ou si vous connaissez des sites web de qualité traitant du thème abordé ici, merci de compléter l'article en donnant les références utiles à sa vérifiabilité et en les liant à la section « Notes et références ».
La règle de l'appréciation commerciale est une doctrine issue de la jurisprudence du droit des sociétés US selon laquelle les tribunaux, lorsqu’une décision des dirigeants est contestée, doivent présumer qu’ils ont agi de bonne foi dans l'intérêt de l'entreprise dont les actionnaires leur ont confié la gestion. Cette règle existe sous une forme ou sous une autre dans la plupart des pays de common law, notamment les États-Unis, l’Angleterre, le Pays de Galles et l’Australie.
Pour contester une décision du conseil d'administration d'une société, le plaignant a la charge de fournir la preuve que les administrateurs ont pris cette décision en violation d’une des trois obligations de leur mandat de gestion (« fiduciary duty ») : bonne foi, loyauté et diligence raisonnable.
À défaut de cette preuve, le plaignant n’a aucun recours à moins que la contrepartie reçue à la suite de la décision prise ait été si désavantageuse « qu'aucun homme d'affaires doté d'un jugement sain et ordinaire ne pourrait conclure que la société a reçu une contrepartie adéquate ».
Cette doctrine américaine a été confirmée en droit canadien lors de la décision de la Cour suprême du Canada dans Magasins à rayons Peoples Inc. (Syndic de) c. Wise.
En pratique, cette règle oblige à gérer l'entreprise dans le seul intérêt des actionnaires et interdit, de fait, à toute entreprise ayant des actionnaires une gestion au profit prioritaire des salariés. Peut-être sanctionnée une décision qui, par exemple, serait officiellement motivée par des raisons sociales (ex. donner un salaire meilleur aux employés) et qui se traduirait par une perte de valeur pour les actionnaires.
Cette règle est compatible avec la doctrine de Milton Friedman exprimée dans son article de 1970 dans le New York Times "The Social Responsibility Of Business Is to Increase Its Profits" (trad. "La responsabilité sociale de l'entreprise est d'augmenter ses bénéfices").